# Magnolia yarumalensis
Espèce
Synonymes
- Magnolia yarumalense (Lozano) Govaerts (orth. error)

Statut de conservation UICN

 EN A2acd; B2ab(iii,v) : En danger
Magnolia yarumalensis est une espèce de plantes à fleurs de la famille des Magnoliacées. C'est un arbreendémique de Colombie.

## Description
C'est un arbre.

## Répartition et habitat
Cette espèce est endémique de Colombie. Elle pousse dans la forêt tropicale humide. Elle vit en association avec les arbres des genres Quercus (chênes), Aniba, Ceroxylon, Calophyllun et Podocarpus.